# Родолея
Родолея (лат. Rhodoleia) — род двудольных цветковых растений, включённый в подсемейство Родолеевые семейства Гамамелисовые (Hamamelidaceae). Единственный род подсемейства.

## Ботаническое описание
Представители рода — вечнозелёные кустарники или деревья, достигающие 25 м в высоту.
Листья очерёдные, ланцетовидные или яйцевидные, с цельным краем, кожистые. Нижняя поверхность листьев сизоватая. Черешки до 4,5 см длиной.
Цветки собраны в пазушные головчатые соцветия. Прицветники, окружающие соцветие, мелкие, незаметные. Прицветники при цветках обычно многочисленные, яйцевидные, красно-коричневые. Чашечка неясно разделённая на чашелистики. Венчик красного цвета, разделён обычно на 2—5 лепестков, реже цельный или вовсе отсутствующий. Тычинки в количестве от 4 до 11, линейные, с чёрными пыльниками. Пестики длинные, опадающие или остающиеся при плодах. Завязь полунижняя.
Плод — сухая деревянистая коробочка. Семена многочисленные, большей частью стерильные, плоские, жизнеспособные семена мясистые, крылатые.
Число хромосом — 2n = 24.

## Ареал
Виды рода Родолея в естественных условиях распространены в Восточной Азии и Юго-Восточной Азии — в Китае, Индонезии, Малайзии, Мьянме, Вьетнаме.

## Таксономия

### Виды
- Rhodoleia championii Hook., 1850 — Родолея широкоовальнолистная
- Rhodoleia formosa Champ. ex Hance, 1852
- Rhodoleia forrestii Chun ex Exell, 1933 — Родолея Форреста
- Rhodoleia henryi Tong, 1930 — Родолея Генри
- Rhodoleia macrocarpa Hung T.Chang, 1961 — Родолея крупноплодная
- Rhodoleia ovalifolia Ridl., 1917
- Rhodoleia parvipetala Tong, 1930 — Родолея мелколепестная
- Rhodoleia stenopetala Hung T.Chang, 1959 — Родолея узколепестная
- Rhodoleia subcordata Exell, 1933
- Rhodoleia teysmannii Miq., 1857